# Oostzaan
Oostzaan (anhörenⓘ) ist ein Dorf und eine Gemeinde in der niederländischen Provinz Nordholland, zwischen Amsterdam und Zaandam. Die Gemeinde zählt 9727 Einwohner (Stand 1. Januar 2025) bei einer Fläche von 16,08 km², davon 4,52 km² Wasser. Das entspricht einer Bevölkerungsdichte von 603 Einwohnern je km².
Zur Gemeinde Oostzaan zählen das Dorf Oostzaan und die Weiler Achterdichting, De Haal, De Heul und Noordeinde.

## Politik

### Sitzverteilung im Gemeinderat
Der Gemeinderat von Oostzaan wird folgendermaßen geformt:
| Partei            | Sitze | Sitze | Sitze | Sitze | Sitze | Sitze | Sitze | Sitze | Sitze | Sitze | Sitze |
| Partei            | 1982  | 1986  | 1990  | 1994  | 1998  | 2002  | 2006  | 2010  | 2014  | 2018  | 2022  |
| ----------------- | ----- | ----- | ----- | ----- | ----- | ----- | ----- | ----- | ----- | ----- | ----- |
| VVD               | 3     | 3     | 2     | 3     | 2     | 3     | 3     | 4     | 4     | 5     | 5     |
| GroenLinks        | –     | –     | 5     | 5     | 5     | 3     | 3     | 3     | 3     | 4     | 3     |
| CDA               | 2     | 2     | 2     | 1     | 1     | 1     | 2     | 1     | 2     | 2     | 2     |
| PvdA              | 4     | 5     | 3     | 2     | 2     | 1     | 3     | 2     | 1     | 1     | 2     |
| D66               | –     | –     | –     | 1     | 1     | 1     | 0     | 1     | 2     | 1     | 1     |
| Gemeentebelangen  | 1     | 1     | 1     | 1     | 1     | 3     | 2     | 2     | 1     | –     | –     |
| Partij Luijendijk | –     | –     | –     | –     | 1     | 1     | 0     | –     | –     | –     | –     |
| CPN               | 2     | 2     | –     | –     | –     | –     | –     | –     | –     | –     | –     |
| PSP               | 1     | 0     | –     | –     | –     | –     | –     | –     | –     | –     | –     |
| PPR               | –     | 0     | –     | –     | –     | –     | –     | –     | –     | –     | –     |
| Gesamt            | 13    | 13    | 13    | 13    | 13    | 13    | 13    | 13    | 13    | 13    | 13    |

## Söhne und Töchter der Stadt
- Claes Compaen (1587–1660), Freibeuter
- Jan van Dijk (1918–2016), Komponist
- Trijnie Rep (* 1950), Eisschnellläufer
- Charles Zwolsman senior (1955–2011), Drogenhändler und Autorennfahrer
- Dennis van Wijk (* 1962), Fußballspieler und -trainer
- Joey Kooij (* 1991), Fußballschiedsrichter